# Culicoides victoriae
Culicoides victoriae är en tvåvingeart som beskrevs av John William Scott Macfie 1941. Culicoides victoriae ingår i släktet Culicoides och familjen svidknott. Inga underarter finns listade i Catalogue of Life.